# 拉塞雷納燈塔
拉塞雷納燈塔紀念碑（西班牙語：Faro Monumental de La Serena）是位於智利拉塞雷納的燈塔 ，該建築是該市最具代表性的建築之一，也是該地區最受歡迎的旅遊景點之一。燈塔建於1950年至1951年之間，應總統加夫列爾·岡薩雷斯·魏德拉的要求建造。1986年5月12日，智利海軍正式將燈塔交給市政府，由其負責維護。2010年6月9日，該建築被列入國家遺產名錄。